# 王诗宬
王诗宬（1953年—），男，江苏盐城人，中国数学家，北京大学教授。现任北京大学数学研究所副所长，《Topology and its Application》等杂志编委。

## 生平
生于江苏省盐城市。1988年在美国加州大学洛杉矶分校获博士学位。2000年获得陈省身数学奖。